# 롯코-아와지섬 단층대

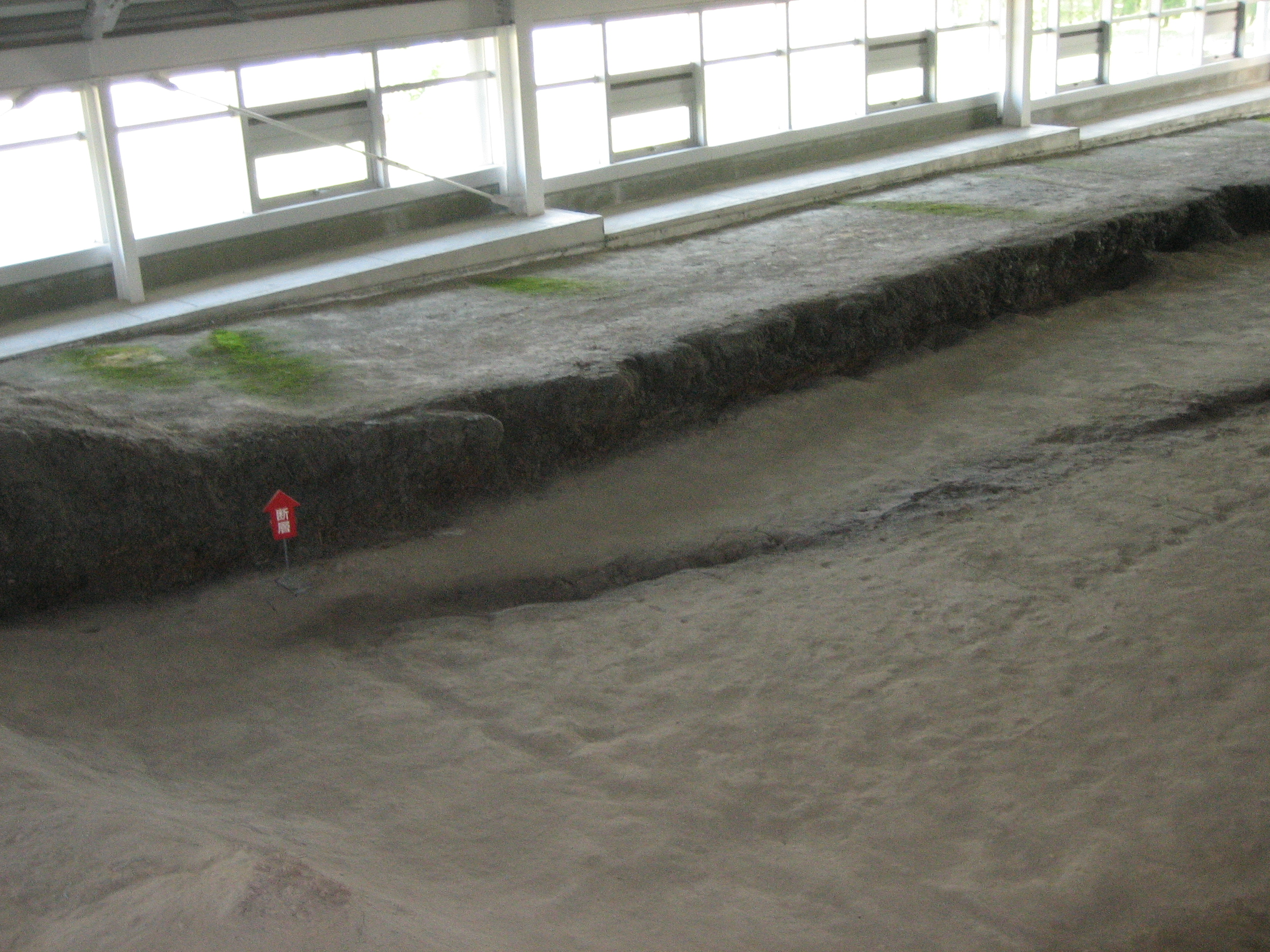
노지마 단층

노지마 단층(파란색)과 한신·아와지 대지진의 관계

롯코-아와지섬 단층대(六甲・淡路島断層帯)는 일본의 긴키 지방에 있는 단층대이다. 노지마 단층은 한신·아와지 대지진 때 활동한 롯코-아와지섬 단층대를 이루는 단층으로, 진원에서 가장 가까운 단층이다.

## 같이 보기
- 효고현 남부 지진